# Citropsis
Citropsis es un género con 14 especies de plantas de flores de la familia Rutaceae. 

## Especies seleccionadas
- Citropsis angolensis
- Citropsis articulata
- Citropsis citrifolia
- Citropsis daweana
- Citropsis gabunensis
- Citropsis gilletiana
- Citropsis latialata
- Citropsis le-testui
- Citropsis mirabilis
- Citropsis noldeae
- Citropsis preussii
- Citropsis schweinfurthii
- Citropsis tanakae
- Citropsis zenkeri